# Melanagromyza caeruleana
Melanagromyza caeruleana är en tvåvingeart som beskrevs av Spencer 1959. Melanagromyza caeruleana ingår i släktet Melanagromyza och familjen minerarflugor. Inga underarter finns listade i Catalogue of Life.